# Jean-Kasongo Banza
Pour les articles homonymes, voir Banza.
Jean-Kasongo Banza, né le 26 juin 1974 à Kinshasa (Zaïre, aujourd'hui RDC) et mort le 7 juin 2024 dans la même ville, est un footballeur international congolais (RDC), qui joue au poste d'attaquant.

## Biographie
Ressortissant de Lemba, précisement dans l’ex Camp Mobutu (actuel Camp Kabila).

### Carrière en club
Jean a fait ses débuts à Assana sous la houlette du formateur Modogo. Petit de taille mais véloce et virevoltant sur les côtés, ce qui lui a valu le surnom de Korando.

#### AS Vita Club
Après une saison brillante ponctuée du sacre avec US Bilombe, Jean rejoint Vita Club.
C'était lors d'un match amical de la présaison 1994 entre V Club et DCMP, que les sportifs congolais avaient découvert un jeune joueur nommé "Kasongo Banza". C'était au stade Tata Raphaël, lorsque le coach Camerounais Théophile, avait lancé cet attaquant de 20 ans, qui avait mis les défenseurs de DCMP en difficulté, mais il n'avait pas joué toute la partie, à cause d'une blessure (touché par le latéral gauche de DCMP, Jules Monka juste avant la pause). Il était même surnommé "Amokachi" par les supporteurs V clubiens, qui étaient au stade. Vita avait remporté ce match, après une séance des tirs au but (6-5); car, c'était un score vierge à la fin du temps réglementaire.
lors des16e de finale Aller de la Ligue des Champions de la CAF 1994, en l'absence des cadres de V Club comme Cyril Bamba et Elos Ekakia (en préparation avec les Léopards de la RDC pour la CAN 1994), avait eu l'opportunité de jouer son premier match en compétition africaine. Ce jour-là, V Club avait battu les Gunners du Botswana, au stade Tata Raphaël, par le score de 5-0. L'un de ces cinq buts de V Club était marqué sur penalty, après une faute sur Jean Kasongo Banza. Après l'élimination des moscovites de la C1 en 1994 contre les Algériens de MC Oran, V Club a connu des départs significatif, notamment, Paty Lokose, Papy Lukima, Elos Ekakia, Cyril Bamba et autres. Kasongo Banza décida de prendre le leadership de V Club aux côtés de Kiamba Sengi, José Tueba, Beke, Ambroise Luende. Quelques mois plus tard, Kasongo et ses coéquipiers ont remporté la coupe du Zaïre de football, le 29 Novembre, au stade des Martyrs, contre Sanga Balende (4-2). C'était l'une des plus belles finales de l'histoire de la coupe. Kasongo Banza souleva ainsi son prémier trophée national.
En 1995, surnommé "Korando", Kasongo était devenu le meilleur joueur de V Club, et il était le grand artisan de beaucoup de victoires des dauphins noirs.

### Suite de sa carrière
En 1998, Kasongo n'avait plus de club mais il était sauvé par sa sélection pour représenter les Léopards à la CAN 1998. C'était une occasion pour lui de prouver qu'il est toujours le même. C'était une CAN réussie pour l'ancien attaquant de V Club, qui avait aussi marqué son premier but dans une phase finale de la CAN (contre le Burkina Faso). La RDC avait occupée la 3e place dans cette compétition. C'était après 24 ans que l'équipe nationale congolaise était revenue au pays avec une médaille reçue dans une phase finale de la CAN. Cette belle performance de Kasongo lui avait permis de signer un contrat avec le CS sfaxien, qui avait même remporté la Coupe de la CAF en 1998, après avoir éliminé DCMP en demi-finale( 2-1 et 5-0). Kasongo avait marqué à Kinshasa puis à Sousse contre ses compatriotes. Ce trophée continental remporté avec sfaxien avait attiré le club allemand Wolfsburg. Qui decida de faire signer l'attaquant congolais qui avait 25 ans à cette époque (1999). Il avait même marqué le but lors de sa prémière apparition à la Bundesliga,,.

### Carrière en sélection
Avec l'équipe du Zaïre puis de la RDC, Jean-Kasongo Banza joue 25 matchs (pour un but inscrit) entre 1996 et 2001.
Il figure dans le groupe des sélectionnés lors des Coupes d'Afrique des nations de 1996, de 1998 et de 2000. Il se classe troisième de la compétition en 1998,.

## Vie privée
Kasongo a eu 5 enfants avec sa femme de son vivant.

## Palmarès
| US Bilombe - Coupe du Zaïre : - Champion : 1992. | AS Vita Club - Coupe du Zaïre : - Champion : 1994. | Jeonnam Dragons - Championnat de Corée du Sud : - Vice-champion : 1997. - Coupe de Corée du Sud (1) : - Vainqueur : 1997. - Coupe de la Ligue sud-coréenne : - Finaliste : 1997. | Cheonan Ilhwa Chunma - Coupe d'Asie des clubs champions : - Finaliste : 1996-97. - Coupe de Corée du Sud : - Finaliste : 1997. | CS Sfaxien - Coupe de la CAF : - Vainqueur : 1998 |